# Stazione di Paratico-Sarnico
La stazione di Paratico-Sarnico è la stazione ferroviaria di testa della linea Palazzolo-Paratico. È ubicata nel territorio comunale di Paratico, nei pressi della rinascita del fiume Oglio dal Lago d'Iseo e a poche centinaia di metri dalla località turistica bergamasca di Sarnico.
La stazione è attiva esclusivamente per i saltuari treni turistici organizzati da Fondazione FS.

## Storia
Fu costruita tra il 3 agosto 1874 e il gennaio 1875 dalla società che ottenne l'appalto per la costruzione del lotto della ferrovia Palazzolo-Paratico relativo al territorio di Paratico.
Fu aperta all'esercizio il 31 agosto 1876 quando fu inaugurata la ferrovia per Palazzolo sull'Oglio. Inizialmente la denominazione dello scalo era semplicemente quella di Paratico. Nel 1880 il comune di Sarnico richiese che negli orari ferroviari comparisse la dicitura Paratico-Sarnico, perché ritenuta maggiormente orientativa per quei viaggiatori che non risiedevano nella zona. Tuttavia la richiesta fu esaudita solamente agli inizi del XX secolo.

## Strutture e impianti
La gestione delle strutture e degli impianti sono di competenza di RFI SpA.
Dal 1876 fino al 2010, la stazione era collocata alla progressiva chilometrica 9+648 della ferrovia Palazzolo-Paratico. L'originario piazzale era composto da tre binari di cui solo il primo era servito da un marciapiede per il servizio viaggiatori: gli altri due erano impiegati per le manovre e per l'immissione di convogli verso l'adiacente imbarcadero di Rivatica. L'impianto comprendeva diversi edifici di servizio al suo interno: un fabbricato viaggiatori, un dormitorio con annessa rimessa locomotive, un piano caricatore e una piattaforma girevole da quattro metri, ubicata al termine di un binario tronco che costituiva la prosecuzione e il termine del primo binario. Fino al 1994 era presente anche un magazzino merci, demolito in quell'anno per motivi di sicurezza, in quanto pericolante.
Dopo i lavori svolti nell'estate 2010, la stazione è stata dotata di un nuovo piazzale binari, ribattezzato Piazzale Sud, posto all'altezza della ex rimessa locomotive. Esso è a due binari, di cui uno servito da marciapiede per lo svolgimento dei servizi turistici. L'originario piazzale è stato contestualmente completamente disarmato per essere riconvertito, entro il 2016, in giardino pubblico; i marciapiedi che attraversano le aiuole sono stati ricavati annegando nel cemento alcuni spezzoni di binari e in seguito pavimentando il contorno, a ricordo e monumento dell'originaria funzione del luogo.

### Il fabbricato viaggiatori

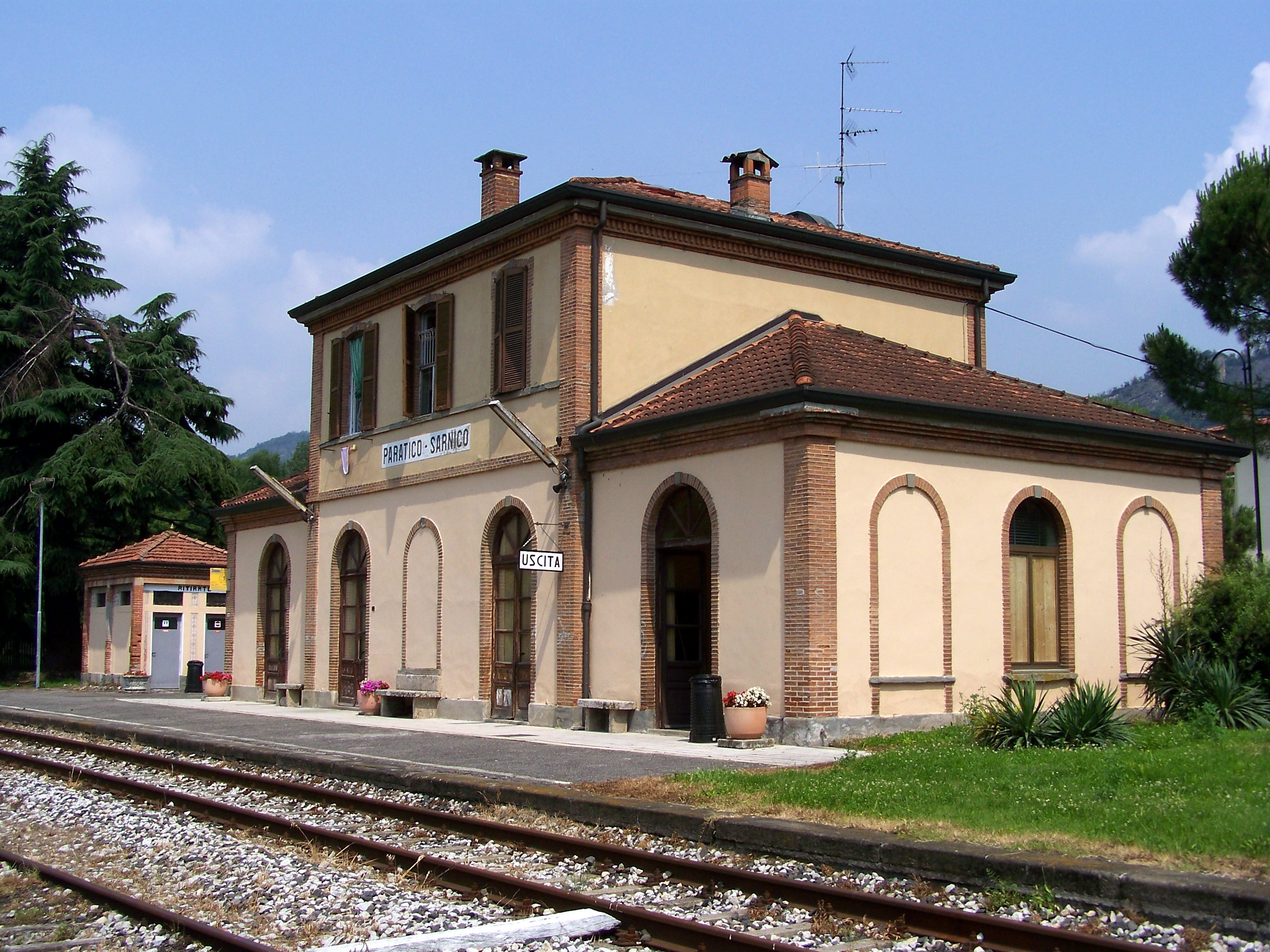
Lato ferrovia ripreso da oriente nel 2008, prima del restauro dell'edificio e del completo disarmamento del piazzale binari del 2010

L'edificio è a pianta rettangolare, composto da un corpo centrale su due livelli fuori terra e da due ali laterali di un unico piano. Sopra l'ala ovest si trova un vano che non faceva parte del progetto originario in quanto è stato aggiunto nel secondo dopoguerra. L'esterno è caratterizzato dalla presenza di mattoni a vista che definiscono alcuni particolari architettonici come le lesene, gli archi, gli stipiti delle finestre e le fasce marcapiano.
Il lato città è rivolto a nord. Al piano terra del corpo centrale sono presenti tre grosse aperture ad arco delineate da una cornice di mattoni con chiave di volta in pietra di Sarnico. Dal 1956 le tre aperture sono dotate di porte in legno e vetro. Al primo piano sono presenti tre aperture allineate con quelle sottostanti, mentre le due ali laterali sono dotate di finestre ad arco incorniciate da mattoni a vista e chiave di volta in pietra di Sarnico. Sotto il cornicione, al centro, è presente un abbaino cieco su cui è posto l'orologio originario che, al 2020, risulta ancora funzionante.
Il lato ferrovia, rivolto a meridione, presenta diverse simmetrie con il fronte opposto. Le differenze notevoli sono site nel corpo centrale, al piano terra, dove l'apertura centrale è di dimensioni inferiori alle due laterali ed è cieca. Inoltre, le due ali al piano terra, presentano due aperture, anziché due finestre.
I due lati minori, ad est e a ovest, sono caratterizzati entrambi da tre spazi vuoti e pieni che si alternano.
All'interno del piano terra del corpo centrale si trovava la stanza del Capostazione e la sala d'attesa, unica per le tre classi di viaggiatori. Il primo piano era dedicato all'abitazione del capostazione: l'appartamento tra i primi anni 2000 e la prima metà degli anni 2010 risultava affittato a privati. L'ala laterale orientale era specifica per l'Ufficio Movimento, mentre quella occidentale era riservata al Capoufficio Statistiche che curava il trasporto di merci dello scalo e della società di navigazione iseana.
Sulla base di un contratto quinquennale di comodato gratuito stipulato nel 2004 con Ferservizi, la FTI - Ferrovie Turistiche Italiane ha risistemato la sala d'attesa e restaurato la biglietteria poste al piano terra.
Nel 2016 un privato prese in gestione dal Comune l'intero fabbricato e lo restaurò mantenendosi fedele a forme e colori originari: le uniche aggiunte non conservative furono i tendaggi rossi lato strada e il dehors in vetro e ferro lato ferrovia. Dal 2017 il fabbricato viaggiatori è pertanto riconvertito integralmente in un esercizio commerciale contenente bar-ristorante, confetteria e fiorista .

### Il magazzino merci
L'edificio è stato demolito il 29 giugno 1994 per motivi di sicurezza.
Si presentava a pianta rettangolare e comprendeva un piano caricatore coperto e un deposito per le merci. Il piano caricatore era sopraelevato ed era attraversato da un binario. Due aperture ai lati occidentale e orientale permettevano ai vagoni di transitare sopra il binario e poter essere caricati o scaricati dalla manovalanza presente nel deposito. L'accesso a quest'ultimo era garantito da due aperture disposte ai lati ovest ed est a livello del piano caricatore.
L'esterno era ornato da lesene e cornicioni in mattoni a vista. La copertura era a due spioventi.

### Il dormitorio e la rimessa locomotive

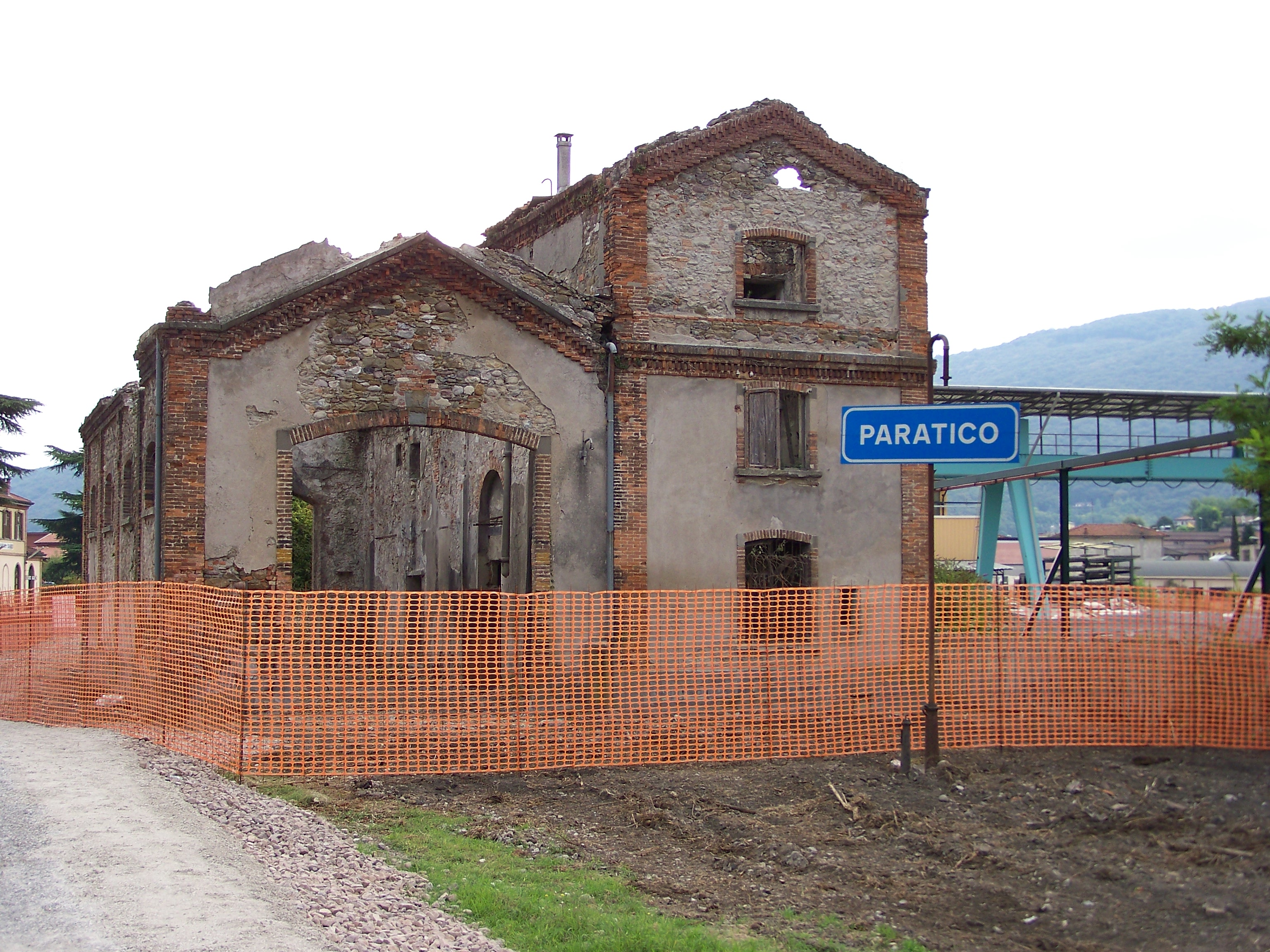
La rimessa locomotive in stato di abbandono nel 2010, prima della ristrutturazione

Il fabbricato del dormitorio, utilizzato dal personale di macchina per le soste notturne, è accorpato all'edificio della rimessa locomotive.
Entrambi gli edifici riprendono lo stesso stile architettonico del fabbricato viaggiatori della stazione con lesene, cornicioni e stipiti delle finestre in mattoni a vista.
La rimessa presenta due grosse aperture ai lati orientale e occidentale incorniciate da mattoni a vista e dotate di arco a sesto molto ribassato. Il lato settentrionale è caratterizzato da quattro finestre con arco a sesto molto ribassato le quali si alternano con le lesene in mattoni. La copertura dell'edificio è crollata in parte nel 1996.
Il dormitorio si eleva su tre piani fuori terra. Al piano terra del lato meridionale è posto l'ingresso, affiancato da tre finestre. Nei due livelli superiori si collocano quattro finestre per piano, centrate con le aperture inferiori, di dimensione variabile e ornate da cornici in mattoni con arco a sesto molto ribassato. All'interno, al piano terra era ubicata l'abitazione del custode e lo spogliatoio, mentre i dormitori erano posti al primo piano. Il secondo piano era dotato di un deposito d'acqua e due camere.
Nel 1965, le Ferrovie dello Stato ristrutturarono l'edificio del dormitorio allo scopo di poter essere utilizzato da dodici persone.
Tra il 2017 e il 2018 l'intero edificio fu oggetto di un restauro conservativo che lo riportò alle forme e ai colori originari, convertendone tuttavia la destinazione d'uso. Dal 2018 esso ospita all'interno un locale di ristorazione.

### La piattaforma girevole

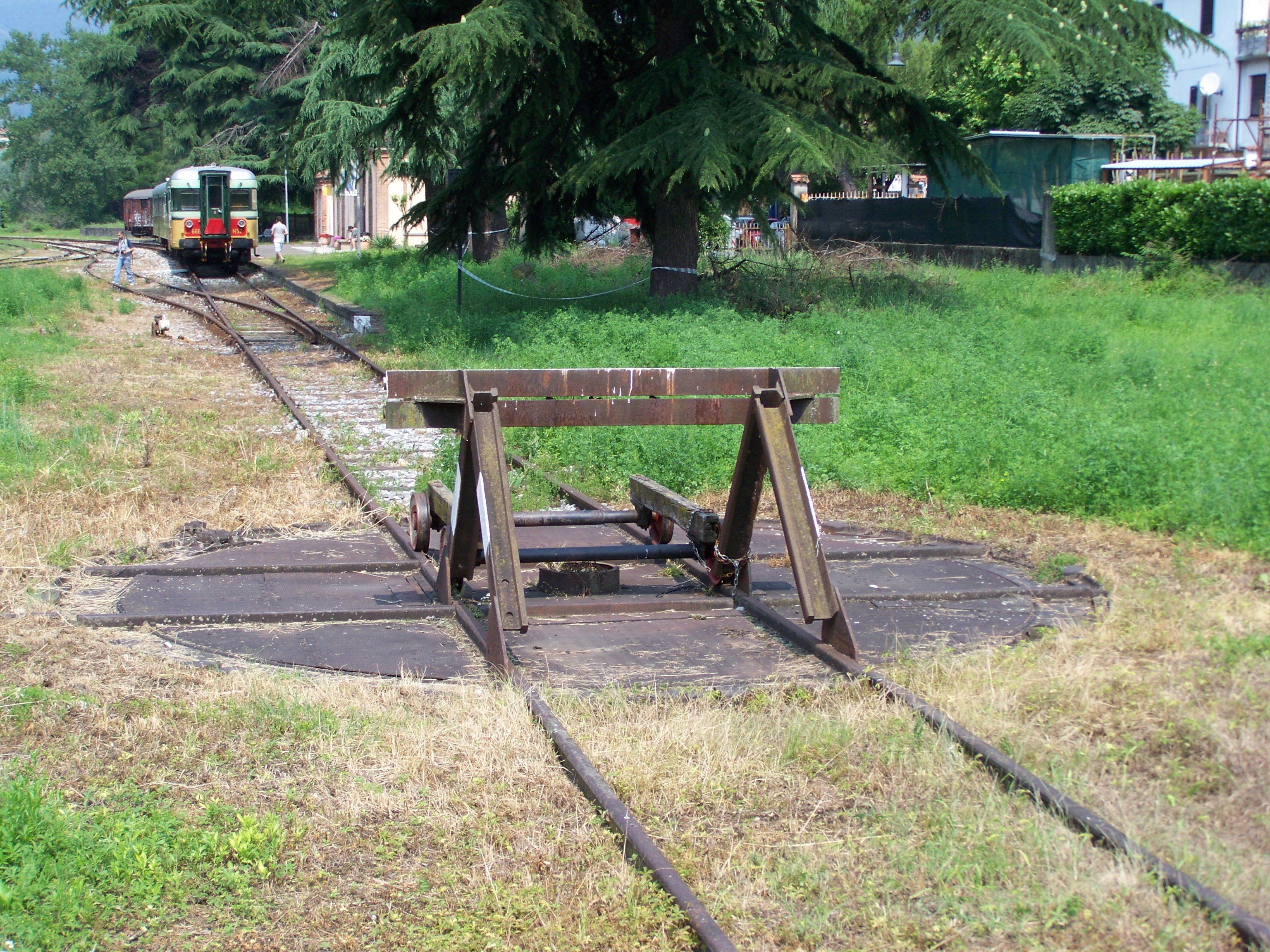
La piattaforma girevole nel 2008.

La piattaforma girevole era ubicata al termine del primo binario del piazzale originario. Era necessaria per ruotare di 180 gradi le locomotive a vapore dei treni che giungevano da Palazzolo, allo scopo di utilizzarle per il tragitto di rientro.
Quella di Paratico-Sarnico ha un'ampiezza di quattro metri ed è stata costruita dall'impresa belga Terrenoire et Besseges nel 1876, come testimoniato dalle scritte presenti sulla piattaforma stessa. In corrispondenza di una di queste, si trova un piccolo prolungamento necessario a depositare il tender.
La piattaforma fu utilizzata fino alla cessazione della trazione a vapore. Il lavoro di giramento delle locomotive era manuale.
Negli anni cinquanta, a fianco della piattaforma girevole, fu posizionato un serbatoio in ferro per il gasolio ricavato da un cassone dell'acqua di una locomotiva a vapore. Agli inizi del XXI secolo è stato demolito, perché in pessimo stato di conservazione. Dopo la demolizione del piazzale, nel 2010 è stata mantenuta in attesa di una sua monumentazione.

### Imbarcadero di Rivatica

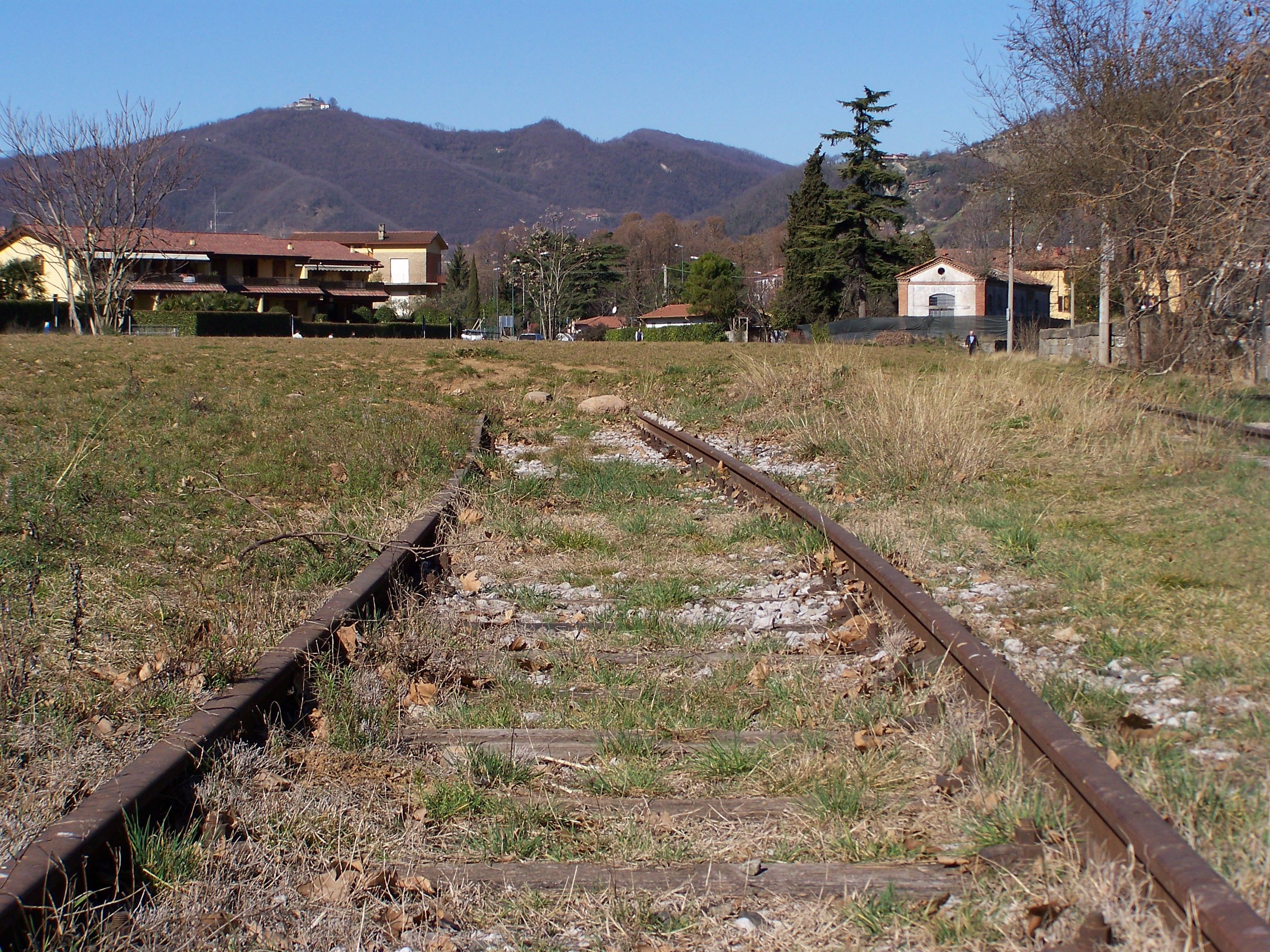
L'Imbarcadero nel 2008, in stato di abbandono e prima della riconversione in giardino pubblico

Lo scalo merci era situato presso la località di Rivatica dopo il passaggio a livello alla progressiva chilometrica 9+883.
L'imbarcadero era caratterizzato da un piazzale composto da dieci binari con la presenza di due deviatoi tripli. Era dotato di una pesa per carri del 1919, di varie calate a lago per il trasbordo di merci dai carri ai natanti e di una carbonaia.
Per il servizio di trasferimento dei carri merci sulle chiatte erano impiegati due pontili a travate metalliche da 13,45 metri, ancora esistenti. Le travate erano comandate da un sistema a catene, poste su due torrette metalliche ai lati dei pontili, che permetteva di regolare in altezza i pontili, adeguando il piano del ferro a quello delle chiatte.
La carbonaia è stata costruita nell'ultimo decennio del XIX secolo come deposito del carbone necessario alle locomotive a vapore e al rimorchiatore delle chiatte. Era dotata di un piano caricatore per il carico e lo scarico dai vagoni. L'edificio è a pianta rettangolare, in muratura, con lesene e cornicioni in mattoni a vista. Negli anni settanta del XX secolo, la carbonaia fu utilizzata dalla ditta Modina, il cui nome compare all'esterno dell'edificio.
Dopo la cessazione del trasporto combinato treno-chiatta nel 1998, il comune di Paratico ha coperto con la terra l'area dei binari, per motivi di sicurezza. A partire dal 2010, l'area è stata tramutata in giardino pubblico: la carbonaia fu riconvertita a locale di ristorazione, mentre i pontili e alcune gru utilizzate per il trasbordo furono monumentate. Alcuni tracciati dei binari sono stati annegati nel cemento e circondati da pietrisco per andare a costituire dei marciapiedi tra le aiuole.

## Movimento
Dal 1994 al 2017 la stazione fu servita dai treni turistici TrenoBlu organizzati da FBS (Ferrovia del Basso Sebino). A partire dal 2018 la gestione degli stessi è passata in carico a Fondazione FS.
L'impianto ferroviario funge da stazione di regresso per l'esercizio a spola della Palazzolo-Paratico. 
Fino al marzo 2019 la dirigenza del movimento era assunta dal Dirigente Movimento della stazione di Palazzolo sull'Oglio che si avvaleva in questo ruolo della collaborazione del personale dei treni. Nel 2018 l'intera linea fu attrezzata con ACC, attivato a marzo 2019, rendendo la regolazione del traffico telecomandato.
Per il particolare sistema di esercizio, era vietata la sosta di materiale rotabile nel piazzale della stazione durante la circolazione dei treni a spola sulla linea ferroviaria. Di conseguenza, da Palazzolo era impossibile immettere alcun treno in direzione di Paratico-Sarnico, se quello che lo precede sulla linea non ha compiuto il regresso e non è tornato indietro. Il licenziamento dei treni in partenza dalla stazione avveniva a cura del Capotreno, dopo aver ottenuto il benestare dal Dirigente Movimento di Palazzolo e dopo che si fosse accertato della mancata presenza di ostacoli lungo l'itinerario di partenza.. 

## Servizi
- Servizi igienici